# Diecezja San Marco Argentano-Scalea
Diecezja San Marco Argentano-Scalea, łac. Dioecesis Sancti Marci Argentanensis-Scaleensis – diecezja Kościoła rzymskokatolickiego we Włoszech, w metropolii Cosenza-Bisignano, w regionie kościelnym Kalabria.
Została erygowana w 1179.